# Pravo Horo
Der Pravo Horo (Transkription laut Duden Prawo Choro), bulgarisch Право хоро, ist ein bulgarischer Volkstanz im 2/4-Takt.

## Name
Der aus pravo („gerade“) und horo („Kreistanz“) zusammengesetzte Name bezieht sich auf den geradzahligen Rhythmus (2/4), im Gegensatz zu den zahlreichen ungeraden Takten wie 5/8, 7/8, 9/16, 11/16 usw.

## Herkunft und Verbreitung
Pravo Horo ist der bekannteste bulgarische Volkstanz – ursprünglich aus der bulgarischen Region Thrakien ist er heute überall in Bulgarien bekannt und wird bei Anlässen aller Art getanzt, sei es bei Familienfeiern, offiziellen Gelegenheiten oder einfach dort, wo Menschen beisammen und unter ihnen Musikanten sind.

## Formale Charakteristik
Entsprechend einfach ist seine Grundform: auf zwei kurze Schritte folgen zwei lange im rhythmischen Verhältnis 1-1-2-2 (kurz-kurz-lang-lang, die sog. "trakijka" nach der Ursprungsregion Thrakien), d. h. in insgesamt drei gleich langen Einheiten (3 × 2). Oft entspricht die Musik diesem Dreierschema, indem die Melodie sich aus Einheiten von je drei Takten aufbaut. Meist jedoch gliedert sie sich in 4- oder 8-Takt-Einheiten und folgt damit dem verbreitetsten Strukturschema. Aus der Überlagerung der 3-zähligen Struktur der Tanzschritte mit der 4-zähligen der Melodie resultiert eine ständige Verschiebung des getanzten Akzents gegenüber der Musik. Eine zusätzliche Spannungsenergie entsteht aus der Feinstruktur der Tanzmusik: Pravo Horos werden gewöhnlich in Triolen gespielt, die im Rhythmus 2-1 (lang-kurz, lang-kurz, lang-kurz …) begleitet werden. Der Tanz erhält durch die Spannung zwischen ungeraden und geraden Elementen auf den verschiedenen Ebenen der Mikro- und Makrostrukturen eine sehr charakteristische Dynamik, die sich deutlich abhebt von den Tänzen, deren 2/4-Takt in einfache Achtel aufgelöst werden, wie z. B. Vlaško, Danec, Râka u. v. a. 

Die Grundform wird in der Regel im offenen gemischten Kreis mit der Fassung an den Händen (Ellbogen angewinkelt, sog. „W-Fassung“) getanzt, wobei der 1. und 3. Schritt mit dem rechten Fuß seitlich nach rechts und der 2. mit dem linken Fuß vor den rechten und der vierte hinter den rechten Fuß gesetzt wird. Dies ist im Prinzip der „Färöische Balladenschritt“, der in vielen Variationen überall in Europa und dem Nahen Osten, von den Färöern bis nach Indien verbreitet ist – allerdings nach rechts getanzt. Variationen des Pravo Horo bestehen darin, dass alle Schritte vorwärts oder alle rückwärts oder abwechselnd vorwärts und rückwärts immer auf der Kreisbahn nach rechts getanzt werden, oder vier Schritte zur Mitte und vier rückwärts nach außen. Darüber hinaus gibt es noch viele weitere Variationen, u. a. in der Form, dass auf die zwei langen Zeiten jeweils drei schnelle Schritte ausgeführt werden.